# Élection à la direction du Parti travailliste britannique de 2016
L’élection de 2016 à la direction du Parti travailliste britannique a lieu du 22 août au 21 septembre 2016 à la suite de la contestation du chef du Parti travailliste Jeremy Corbyn par Angela Eagle.
Jeremy Corbyn, représentant de l'aile gauche du parti, a été élu chef en 2015 mais sa position est contestée par une partie des membres du parlement travaillistes, notamment après le référendum sur l'appartenance du Royaume-Uni à l'Union européenne du 23 juin 2016. Malgré la démission de la majorité des membres du cabinet fantôme et un vote de défiance des députés, Corbyn refuse de démissionner ce qui pousse les députés Angela Eagle et Owen Smith à lancer une contestation selon les règles internes du Parti travailliste. Après le retrait d'Angela Eagle, seuls restent en course Jeremy Corbyn et Owen Smith.
À l'issue du scrutin, Jeremy Corbyn se maintient à la tête du Parti travailliste en recueillant 62 % des voix.

## Contexte
En 2015, après la défaite du Parti travailliste aux élections générales, Ed Miliband démissionne et une élection pour le remplacer est organisée. Alors qu'il a à peine réussi à collecter les soutiens nécessaires auprès des membres du parlement du parti pour déposer sa candidature, Jeremy Corbyn, figure de l'aile gauche du parti, remporte un important succès auprès des adhérents et, notamment, des soutiens affiliés au Parti travailliste. Il est élu chef du Parti travailliste en septembre 2015 avec 58,5 % des voix.
Corbyn ne reçoit cependant le suffrage que de 15 membres du parlement. Dès lors, la question d'un possible renversement de Corbyn par les membres du parlement travaillistes est posée à plusieurs reprises. 
Suivant plusieurs mois de préparation, une rébellion est organisée à partir du 24 juin 2016, au lendemain du référendum sur l'appartenance du Royaume-Uni à l'Union européenne remporté par l'option de la sortie alors que le Parti travailliste préconisait le maintien. Hilary Benn, le secrétaire d'État fantôme aux Affaires étrangères, est renvoyé du cabinet fantôme par Corbyn pour avoir participé aux préparatifs de la rébellion. Alors que de nombreux membres du parlement sont insatisfaits de la campagne référendaire menée par Corbyn et craignent de perdre leur siège si des élections anticipées sont convoquées, la rébellion prend de l'ampleur : en plusieurs jours, la majorité des membres du cabinet fantôme démissionne et une motion de défiance est proposée aux parti parlementaire. Parmi les membres importants du cabinet fantôme non issus de la gauche du parti, seul Andy Burnham refuse de s'associer aux rebelles. Corbyn bénéficie en outre du soutien du mouvement Momentum, issu de sa campagne de 2015, et de certains syndicats.
Le 28 juin 2016, les membres du parlement travaillistes adoptent à 172 voix pour et 40 contre une motion de défiance envers leur chef. Toutefois, en vertu des règles internes du Parti travailliste, ce vote n'est pas contraignant et Jeremy Corbyn décide de rester en fonction en s'appuyant sur le vote massif reçu auprès des adhérents du parti en 2015. 
Des discussions s'engagent à partir du 5 juillet entre Corbyn, Tom Watson le chef adjoint du parti et Len McCluskey (en), le chef du syndicat Unite, afin de trouver un compromis. Parallèlement, le Parti travailliste enregistre une hausse importante du nombre de ses adhérents, dépassant les 500 000.
Les discussions ne débouchent pas et Corbyn engage les rebelles à déclencher une nouvelle élection à la direction, conformément aux statuts du parti. 
Le 11 juillet 2016, Angela Eagle lance sa campagne afin de remplacer Jeremy Corbyn en annonçant avoir le nombre nécessaire de soutiens parmi les membres du parlement pour déclencher un scrutin. Owen Smith fait de même le 13 juillet. Ce dernier recueillant plus de soutiens, Angela Eagle annonce finalement son retrait de la course et son soutien à Owen Smith face à Jeremy Corbyn.

## Procédure
Un membre du parlement qui souhaite contester le chef en place doit recevoir le soutien d'au moins 20 % des membres du parlement et députés européens travaillistes, soit 51. Une élection est alors organisée avant le congrès annuel du parti à l'automne. 
Il existe dans les règles du Parti travailliste une incertitude sur le fait de savoir si le chef contesté est automatiquement qualifié pour le scrutin ou s'il doit lui aussi produire des soutiens de membre du parlement. Selon les conseils juridiques obtenus par l'équipe de Jeremy Corbyn, il est automatiquement candidat. Cette interprétation est confirmée par le comité exécutif national du parti le 12 juillet 2016.
Par ailleurs, le comité exécutif décide que seuls les adhérents ayant rejoint le parti il y a plus de six mois pourront prendre par au vote, ainsi que les soutiens enregistrés ayant payé une cotisation de 25 £ (contre 3 £ lors du scrutin de 2015).
Depuis 2015, l'élection a lieu selon le principe « un membre, une voix » et peuvent voter les adhérents du Parti travailliste, les adhérents des syndicats affiliés au parti ainsi que les soutiens enregistrés. Ces derniers sont des soutiens du Parti travailliste qui s'enregistrent uniquement pour participer à l'élection du chef : lors du scrutin de 2015, les frais étaient fixés à 5 £ mais cette somme est fixée par le comité exécutif national du parti à chaque scrutin.
Le scrutin aurait eu lieu selon le système du vote alternatif s'il y avait eu plus de deux candidats. Avec seulement deux candidats en lice, les votants étaient simplement appelés à choisir l'un des deux.

## Candidats
| Nom           | Nom           | Poste le plus récent | Déclaration de candidature |
| ------------- | ------------- | --- | -------------------------- |
| Jeremy Corbyn | Jeremy Corbyn | - Membre du parlement pour Inslington North depuis 1983 - Chef du Parti travailliste et chef de l'opposition officielle depuis 2015 | Leader contesté            |
| Owen Smith    | Owen Smith    | - Membre du parlement pour Pontypridd depuis 2010 - Secrétaire d'État fantôme au Travail et aux Retraites de 2015 à 2016            | 13 juillet 2016            |

## Résultats
| Candidat | Candidat      | Adhérents du parti | Adhérents du parti | Soutiens enregistrés | Soutiens enregistrés | Soutiens affiliés | Soutiens affiliés | Total   | Total |
| Candidat | Candidat      | Voix               | %                  | Voix                 | %                    | Voix              | %                 | Voix    | %     |
| -------- | ------------- | ------------------ | ------------------ | -------------------- | -------------------- | ----------------- | ----------------- | ------- | ----- |
|          | Jeremy Corbyn | 168 216            | 59,0               | 84 918               | 69,9                 | 60 075            | 60,2              | 313 209 | 61,8  |
|          | Owen Smith    | 116 960            | 41,0               | 36 599               | 30,1                 | 39 670            | 39,8              | 193 229 | 38,2  |